# Theropithecus darti
Theropithecus darti es una especie extinta de primates pertenecientes a la familia Cercopithecidae.